# Yosemite Valley Lodge
Le Yosemite Valley Lodge, autrefois Yosemite Lodge ou Yosemite Lodge at the Falls, est un hôtel américain situé à Yosemite Valley, dans le comté de Mariposa, en Californie. Il est situé dans la vallée de Yosemite au sein du parc national de Yosemite.